# Robert Bulkeley (2e vicomte Bulkeley)
Pour les articles homonymes, voir Bulkeley.
Robert Bulkeley, 2e vicomte Bulkeley de Cashel (décédé le 18 octobre 1688)  est un pair et un homme politique britannique.

## Biographie
Il est le deuxième fils de Thomas Bulkeley (1er vicomte Bulkeley) de Baron Hill, Beaumaris et hérite du titre de son père après l'assassinat de son frère aîné, Richard. Sa mère est Blanche Cotymore, fille de Richard Cotymore.
Il est nommé shérif d'Anglesey pour 1658 et élu député de Anglesey en 1660-1661, de Caernarvonshire, 1675-1679 et d'Anglesey pour la deuxième fois de 1685 à 1689.
Il épouse Sarah, fille de Daniel Hervey de Coombe à Surrey. Ils ont trois fils et six filles. Son fils aîné Richard lui succède. Son fils cadet, Robert devient député de Beaumaris et Thomas député de Caernarvonshire.